# Најданови кругови
Најданови кругови су измишљена поља биолошке енергије. Кругови наводно имају благотворно дејство попут лековите термоминералне изворе. То није доказано и спада у псеудонауку.

## Локалитет
Налазе се у Малој Крсни и селу Мокра код Беле Паланке.
Прича о „чудотворном кругу" почиње у Малој Крсни, недалеко од Пожаревца.
На раскрсници сеоских уличица, на асфалту, белом бојом је обележен круг у коме људи у групама стоје верујући у исцелитељско дејство и излечење многих болести.
Постоји још један круг који се налази у селу Мокра код Беле Паланке.

## Име
Добили су име „Најданови кругови" по Најдану Ракићу родом из Беле Паланке који их је уз помоћ виска и својих истраживања и пронашао. За свога живота - до 2006. године Најдан је оставио многе записе о својим испитивањима и мерењима подручја с позитивним зрачењем.

### Елексирни круг
Свој проналазак под називом еликсирни круг, Најдан Ракић је 2001. године заштитио у ондашњем Савезном заводу за интелектуалну својину. Бавећи се од 1975. године последицама негативне енергије на људско здравље и штетним деловањем подземних вода, Најдан је објаснио какво је то позитивно или био - зрачење, на које све болести позитивно делује, како утиче на имунитет људи, колико се дуго стоји у кругу.
Први круг у Мокри, Најдан Ракић је открио, измерио и обележио 1991. године. Осам година касније - 1999. године открио је локацију у Малој Крсни.
На ове кругове људи долазе и дању и ноћу, у било које доба године, када ко има времена и када је коме термин терапије под отвореним небом - терапије која ништа не кошта.
Да ли се ради о природном феномену или не наука ће доказати.
Шта кажу радиестезисти, а шта званична наука?
Говоре мештани Мале Крсне и грађани који долазе на „терапију", родбина Најдана Ракића, радиестезиста, инжењер електротехнике и многи други.